# Landkreis Lehe
| Wappen                                          | Wappen              |
| ----------------------------------------------- | ------------------- |
|                                                 |                     |
| Basisdaten                                      |                     |
| Bestandszeitraum                                | 1885–1932           |
| Preußische Provinz                              | Hannover            |
| Regierungsbezirk                                | Stade               |
| Kreisstadt                                      | Lehe                |
| Fläche                                          | 626,6 km² (1910)    |
| Einwohner                                       | 58.685 (1910)       |
| Bevölkerungsdichte                              | 94 Einw./km² (1910) |
| Gemeinden                                       | 41 (1910)           |
| Kfz-Kennzeichen                                 | I S                 |
| Lage des Kreises in der Provinz Hannover (1905) |                     |
| Lage des Kreises Lehe in der Provinz Hannover   |                     |

Der Landkreis Lehe war ein Kreis der preußischen Provinz Hannover. Der Verwaltungssitz befand sich im Flecken Lehe, einem heutigen Stadtteil von Bremerhaven.

## Geschichte
Nach der Annexion des Königreichs Hannover durch Preußen wurde am 1. April 1885 im Rahmen der Neubildung der Kreise in der Provinz Hannover aus dem Amt Dorum sowie dem nördlich der Geeste gelegenen Teil des Amtes Lehe der Kreis Lehe gebildet. Am 1. April 1920 wurde der Stadtkreis Lehe ausgegliedert, nachdem der Flecken Lehe die Stadtrechte bekommen hatte. Der Kreis Lehe hieß seitdem Landkreis Lehe. 1932 wurden durch eine Verordnung des preußischen Staatsministeriums die Landkreise Lehe und Geestemünde aufgelöst und zum Landkreis Wesermünde vereinigt.

## Landräte
- 1885–1918 Eduard Geiger
- 1918–1932 Theodor Pieschel

## Einwohnerentwicklung
| Jahr      | 1890   | 1900   | 1910   | 1925   |
| --------- | ------ | ------ | ------ | ------ |
| Einwohner | 32.135 | 43.040 | 58.685 | 23.739 |

## Gemeinden
Die folgende Liste enthält die Gemeinden des Kreises Lehe mit den Einwohnerzahlen vom 1. Dezember 1910:
| Gemeinde        | Ew. 1910 |
| --------------- | -------- |
| Alfstedt        | 234      |
| Altenwalde      | 683      |
| Ankelohe        | 147      |
| Bederkesa       | 1.672    |
| Cappel          | 743      |
| Cappel-Neufeld  | 236      |
| Debstedt        | 472      |
| Deichsende      | 342      |
| Dorum           | 1.974    |
| Drangstedt      | 423      |
| Elmlohe         | 364      |
| Fickmühlen      | 115      |
| Flögeln         | 488      |
| Großenhain      | 166      |
| Hainmühlen      | 120      |
| Holßel          | 489      |
| Hymendorf       | 289      |
| Imsum           | 735      |
| Köhlen          | 662      |
| Krempel         | 228      |
| Kührstedt       | 380      |
| Langen          | 1.037    |
| Laven           | 69       |
| Lehe1), Flecken | 37.457   |
| Lintig          | 503      |
| Marschkamp      | 222      |
| Meckelstedt     | 288      |
| Midlum          | 839      |
| Misselwarden    | 542      |
| Mulsum          | 412      |
| Neuenwalde      | 816      |
| Nordholz        | 249      |
| Padingbüttel    | 549      |
| Ringstedt       | 488      |
| Sievern         | 625      |
| Spaden          | 956      |
| Spieka          | 771      |
| Spieka-Neufeld  | 296      |
| Wanhöden        | 118      |
| Wehden          | 339      |
| Wremen          | 1.147    |
| Wursterheide2)  | –        |

1) bis zum 1. April 1920 kreisangehörig
2) 1924 aus Teilen anderer Gemeinden neugegründet

## Bibliographie
Der frühere Kreis Lehe, Oskar Kiecker (kompil.), Osnabrück: Wenner, 1980 [Nachdruck = Der frühere Kreis Lehe, Oskar Kiecker (kompil.), Hannover: Provinzialverwaltung Hannover, 1939, (= Die Kunstdenkmäler der Provinz Hannover [1899–1941]; Bd. 25; = Bd. 5 'Regierungsbezirk Stade', Nr. 2 'Die Kunstdenkmale des Kreises Wesermünde', Teil 1)], (= Kunstdenkmälerinventare Niedersachsens, Bd. 43), herausgegeben in Zusarb. mit dem Niedersächsischen Landesverwaltungsamt / Institut für Denkmalpflege, ISBN 3-87898-191-0.